# Marta Kolanowska
Marta Alicja Kolanowska (29 października 1985) – polska biolożka.

## Życiorys
W 2009 ukończyła studia biologiczne na Uniwersytecie Gdańskim. W 2012 obroniła na tej uczelni napisaną pod kierunkiem Dariusza Szlachetki pracę doktorską Zróżnicowanie taksonomiczne i geograficzne przedstawicieli Orchidaceae na obszarze departamentu Valle del Cauca w Kolumbii. W 2012 ukończyła studia podyplomowe z biologii sądowej. W 2017 uzyskała habilitację w tej samej jednostce naukowej, przedstawiwszy dzieło Modelowanie niszy bioklimatycznej jako narzędzie w badaniach biogeograficznych rodziny Orchidaceae.
Zawodowo związana z Katedrą Taksonomii Roślin i Ochrony Przyrody UG oraz Wydziałem Biologii i Ochrony Środowiska Uniwersytetu Łódzkiego. Specjalizuje się w badaniu storczyków z obszarów tropikalnych, taksonomii, zagadnieniach fitogeograficznych, klimatycznych uwarunkowaniach występowania gatunków. Opisała wraz ze współpracownikami ponad 200 nowych gatunków storczyków, w tym Telipogon diabolicus.
Dzięki zwycięstwu w 2008 w konkursie organizowanym przez ambasadę Kolumbii w Warszawie odbyła staż w parku narodowym El Cocuy, a następnie brała udział w wyprawach naukowych do Kolumbii (9 do 2014), a także do Peru, Ekwadoru i Panamy. Odbywała staże i pracowała w kolekcjach botanicznych w Wielkiej Brytanii, Austrii, USA, Kolumbii, Panamie i Meksyku. W 2023 została laureatką Nagrody im. Benedykta Polaka.
Członkini Polskiego Towarzystwa Botanicznego, American Society of Plant Taxonomists, Botanical Society of America, Association for Tropical Biology and Conservation.
Standardową skróconą formą autora, używaną do wskazania przy cytowaniu nazw botanicznych, jest Kolan..